# Stompe Toren (Woensdrecht)

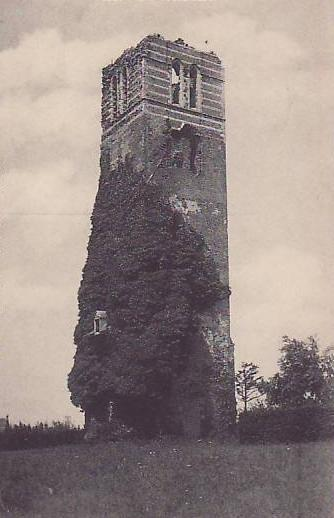
De Stompe Toren ca 1915

De Stompe Toren was een 16e-eeuwse kerktoren in Woensdrecht. De toren werd in 1944 opgeblazen door de Duitsers, evenals de uit 1883 stammende grote kerk van Woensdrecht. Wat er nu nog herinnert aan de toren is een straat met de naam 'Stompe Torenlaan' en een afbeelding bij het oude kerkhof.
Over de toren was vroeger een versje bekend:
Heel Woensdrecht kan vergaan, maar de Stompe Toren zal blijven bestaan
Plannen van de Stichting De Brabantse Wal om de toren te herbouwen strandden in 2010 na tegenstand bij de bevolking.